# Mysunde
Mysunde (dansk) eller Missunde (tysk) er en landsby beliggende ved Sliens smalleste sted (Mysunde snævring) øst for Slesvig by på halvøen Svans i Sydslesvig. Administrativt hører landsbyen under Koslev kommune i Rendsborg-Egernførde kreds i den nordtyske delstat Slesvig-Holsten. I kirkelig henseende hører Mysunde under Koslev Sogn. Sognet lå i Risby Herred (senere Svans godsdistrikt), da området tilhørte Danmark.
Stednavnet er første gang dokumenteret 1250 (Mysosund, sml. Mjøsund i Norge). På norrønt kaldes byen Mjósund. Forleddet henføres til ga.dansk mjø (≈smal, sml. oldnordisk mjō-r). Navnet beskriver altså beliggenheden ved et smalt sund (sml. også Knýtlingesaga).
Landsbyen har en færgeforbindelse til Brodersby på fjordens modsatte side. Slifærgen nævnes første gang i 1471. Det var Christian 1., der gav retten til at oprette færgeforbindelsen mellem Angel og Svans. Den skal være Sliens ældste færgeforbindelse. Ved siden af færgegården fra 1805 er der et højvandsmærke fra stormfloden 1872. Under krigen i 1864 brændte det såkaldte Erikshus på Præstetoft ned, hvor et kors har været placeret til minde om kong Erik Plovpenning, som blev myrdet 1250 på Slien. Ved byens indgang befinder sig en mindesten for de faldne tyske soldater i kampen ved Mysunde i februar 1864. På samme sted ligger også Mysunde jættestue. I nærheden befinder sig også Dannevirkes østervold og Margretevolden.

## Billeder
- Den kabeltrukne slifærge (pram) mellem Brodersby og Mysunde
- En dansk skanse ved Mysunde 1864
- Kådnerhus (husmandssted) i Mysunde
- Slien mellem Mysunde og Brodersby (i Angel)
- Mysunde Skov
- Kilfod markerer overgangen fra Sliens Store Bredning til Mysund (Mysunde snævring)